# Монитори Краљевске југословенске ратне морнарице
Југословенска краљевска морнарица је у својој организацији имала Речну флотилу састављену од командног брода „Цер” у Новом Саду, групе од два монитора у Дубовцу, четири минерско-баражне групе у Бездану, Сенти, Сремским Карловцима и Смедереву и Команде сектора Ђердап у Текији.
Главни бродови Речне флотиле су била четири речна монитора, који су коришћени за патролу Дунавом, Дравом и Савом у северним деловима Југославије ка граници са Мађарском. Ови монитори, Драва, Сава, Морава и Вардар су наслеђени од аустроугарске морнарице после Првог светског рата.
Речна флотила је имала и два речна патролна чамца саграђена 1929. године Граничар и Стражар, као и три речна тегљача.

## Речни монитори
Када је према мировном уговору извршена коначна расподела монитора, Краљевини Срба, Хрвата и Словенаца додељени су речни монитори: монитори Енс, Темеш, Кереш и Бодрог
Бродовима Дунавске флотиле које је Краљевина СХС добила мировним уговором убрзо су дата имена југословенских река. Тако су монитори Енс, Темеш, Кереш и Бодрог постали Драва , Сава, Морава и Вардар.
Речна флотила Краљевске морнарице успела је да додељене бродове опреми у бази у Новом Саду.

## Основни подаци о речним мониторима 1. јануар 1923. године[5]
| Име брода | Бродоградилиште                             | Уведен у употебу (датум) | Депласман (т) | Дужина/ ширина/ газ (m) | Посада (Официра, Подоф, морнара) | Снага (KS) Брзина (km/h) | Наоружање                                                                                        |
| --------- | ------------------------------------------- | ------------------------ | ------------- | ----------------------- | -------------------------------- | ------------------------ | ------------------------------------------------------------------------------------------------ |
| Вардар    | Stabilimento Tecnico Triestino, (Линц 1914) | 09.07.1915.              | 600           | 61,4/10,5/1,3           | 97 (5,34,58)                     | 1600/25                  | 1x120/2 mm D/45 2x120 mm D/10 хаубица 2x66 mm D/26 ПА топ 2x40 мм ПА топ (флак) 8x7,9 (митраљез) |
| Драва     | Stabilimento Tecnico Triestino, (Линц 1912) | 17.10.1914.              | 536           | 60,1/10,3/1,3           | 95 (5,32,58)                     | 1560/24                  | 1x120/2 mm D/45 3x120 mm D/10 хаубица 2x66 mm D/26 ПА топ 1x15 mm (митраљез) 8x7,9 mm (митраљез) |
| Сава      | Данубиус (Будимпешта, 1904)                 | 10-11.1904.              | 440           | 56,3/9,5/1,2            | 91 (5,33,56)                     | 1400/25                  | 2x120 mm D/35 1x66 mm D/18 ПА топ 1x40 mm D/26 ПА топ 8x7,9 mm (митраљез)                        |
| Морава    | Данубиус (Будимпешта, 1892)                 | 1982                     | 448           | 54/9/1,2                | 92 (5,30,56)                     | 1200/18,2                | 2x120 mm D/35 2x66 mm D/45 1x40 mm ПА топ (флак) 5x7,9 mm (митраљез)                             |

## Галерија
- Монитор Сава у пловидби реком
- Монитор Морава у везу
- Монитор Вардар у пловидби реком